# 16234 Боссе
16234 Боссе (16234 Bosse) — астероїд головного поясу, відкритий 29 березня 2000 року.
Тіссеранів параметр щодо Юпітера — 3,533.